# Xantal Giné
Xantal Giné Patsi (Barcelona, 23 de septiembre de 1992) es una jugadora de hockey sobre hierba española.

## Carrera deportiva
Juega en la posición de defensa.
Disputó los Juegos Olímpicos de Río de Janeiro 2016 con España, obteniendo un octavo puesto y diploma olímpico.
Fue parte del equipo español que en 2019 consiguió la medalla de bronce en el mundial de hockey sobre hierba.
Volvió a ser parte del equipo español de hockey sobre hierba en la cita olímpica de Tokio 2020.
En 2024 fue la capitana del equipo español en las Olimpiadas de París.

### Participaciones en Juegos Olímpicos
- Río de Janeiro 2016, puesto 8.
- Tokio 2020
- París 2024

## Vida personal
Giné es activista de los derechos de las personas LGBTIQ+, y abiertamente lesbiana.